# The Art of Racing in the Rain
The Art of Racing in the Rain (titulada Mi amigo Enzo en Hispanoamérica y El arte de vivir bajo la lluvia en España) es una película estadounidense de comedia dramática de 2019 dirigida por Simon Curtis y escrita por Mark Bomback, basada en la novela homónima de 2008 del escritor Garth Stein. La película está protagonizada por Milo Ventimiglia y Amanda Seyfried. 
Fue estrenada el 9 de agosto de 2019 por Walt Disney Studios Motion Pictures bajo la marca 20th Century Fox.

## Argumento
En Seattle, Enzo (con la voz de Kevin Costner), un viejo golden retriever, se está muriendo. Está esperando que Denny (Milo Ventimiglia), su maestro y su mejor amigo, regrese a casa. Denny llega pero encuentra que Enzo no puede moverse, y comienza a narrar su vida.
Años antes, Denny decide comprar un cachorro e inmediatamente se une con Enzo. Denny divide su tiempo entre enseñar carreras automovilísticas y cuidar a Enzo, mientras también sigue una carrera como piloto de carreras. Un año después, Denny conoce a Eve (Amanda Seyfried) mientras hace la compra y los dos comienzan a salir.
Denny y Eve finalmente se casaron para consternación de los padres de Eve, Maxwell (Martin Donovan) y Trish (Kathy Baker), quienes no aprueban la elección de carrera de Denny. Eve pronto descubre que está embarazada mientras Denny recibe una invitación para una importante carrera de resistencia en Daytona Beach con el Team Penske, que tiene lugar cerca de la fecha de vencimiento de Eve. Más tarde da a luz a una hija llamada Zoe (Ryan Kiera Armstrong), con Denny incapaz de asistir al nacimiento.
Pasan algunos años y la vida familiar es idílica para Enzo, mientras que Denny pasa períodos prolongados fuera de casa para competir. Eve comienza a enfermarse gravemente y Enzo puede oler un angustioso olor a 'madera podrida' que sale de su cabeza. Le diagnostican cáncer cerebral y vive con sus padres mientras recibe tratamiento. Resignada a su destino, Eve admite a Enzo que ya no le tiene miedo a la muerte y fallece mientras él la observa. Maxwell, quien culpa a la ausencia de Denny por la enfermedad de Eve, exige la custodia de Zoe y amenaza con demandar si Denny no cumple. Furioso, Denny intenta irse antes de ser agarrado por Maxwell, quien cae y se rompe una costilla en la pelea resultante. Al ver la oportunidad de tomar la delantera en el caso, Maxwell informa el incidente a la policía y Denny es arrestado por asalto en cuarto grado , lo que le hace perder la custodia de Zoe durante los primeros 90 días. Si pierde el caso, Denny enfrenta la pérdida de la custodia de su hija de forma permanente, más una sentencia de 3 meses de cárcel.
Denny continúa corriendo y se le ofrece un trabajo en Maranello probando nuevos prototipos para Ferrari, que se ve obligado a rechazar temporalmente debido a sus circunstancias personales; promete que si su caso resulta a su favor, aceptará la oferta. Más tarde esa noche, un frustrado Denny sale a correr con Enzo. Luchando por mantener el ritmo en su vejez, Enzo intenta seguir a Denny al otro lado de la calle, pero es atropellado por un automóvil. Denny lo lleva a un hospital de animales donde el veterinario explica que Enzo tiene suerte de estar vivo y puede sufrir displasia de cadera en el futuro cercano.
Agotado de dinero y paciencia, Denny está convencido de aceptar un acuerdo extrajudicial por el cual renuncia a la custodia de Zoe a cambio de visitas y la retirada del cargo de asalto. Sin embargo, Enzo rompe el documento legal en pedazos en un intento por convencer a Denny de seguir luchando. Llega el juicio y Trish, sintiéndose culpable, admite la verdad sobre el incidente bajo juramento. Los cargos se retiran y Denny gana la custodia total de su hija. También llama al representante de Ferrari y acepta tomar el trabajo.
En la fiesta de cumpleaños de Zoe, Maxwell y Trish visitan a Denny y quieren arreglar las cosas con él y Zoe. Denny es muy indulgente, ya que le debe a Trish por testificar por él, y había recuperado a su hija. Aunque fuertemente tentado a despedir a Maxwell, Denny elige perdonarlo. Por lo tanto, están invitados a la fiesta de cumpleaños de Zoe.
Durante las próximas semanas, la salud de Enzo comienza a deteriorarse rápidamente. Al darse cuenta de que el final está cerca, Denny hace arreglos para que Enzo corra alrededor de la pista donde solía enseñar. Enzo lamenta que no podrá viajar a Italia o cuidar a su familia, pero insiste en que ha disfrutado de una buena vida. Recuerda un documental de televisión que mostraba las creencias de Mongolia de que una vez que un perro muere, se reencarnan como humanos. Enzo explica que está esperando su nueva vida.
Ocho años después, Denny, ahora un exitoso piloto de Fórmula 1, vive en Italia con una adolescente Zoe. Denny es presentado a un joven fanático que le pide un autógrafo. Denny acepta y descubre que el nombre del niño es Enzo. Denny sonríe y le dice al padre que el niño le recuerda a un viejo amigo. Denny le da su número de teléfono al padre y le dice que cuando su hijo esté listo, lo entrenará.

## Reparto
- Kevin Costner como Enzo, el perro (voz)
- Milo Ventimiglia como Denny Swift
- Amanda Seyfried como Avery «Eve» Swift
- Kathy Baker como Trish
- Martin Donovan como Maxwell
- Gary Cole como Don Kitch
- McKinley Belcher III como Mark Finn[2]
- Andres Joseph como Tony
- Ian Lake como Mike
- Ryan Kiera Armstrong como Zoe Swift (niña)
  - Lily Dodsworth-Evans como Zoe Swift (adolescente)

## Producción
En julio de 2009, Universal Pictures compró los derechos cinematográficos de la premiada novela The Art of Racing in the Rain. En ese momento no se encontró un director para el proyecto, quedando paralizado en Universal Studios hasta que Walt Disney Studios adquirió los derechos en enero de 2016. La adaptación de la película fue producida por Neal H. Moritz a través de Original Films.
En 2017, el guionista Mark Bomback reveló que el proyecto se estaba desarrollando en 20th Century Fox y dijo: "Espero que a la tercera vez sea la vencida y soy optimista sobre que finalmente entre en producción el próximo año,"
La fotografía principal de la película comenzó el 9 de mayo de 2018 en Vancouver, Columbia Británica.

## Estreno
Fue estrenada el 9 de agosto de 2019 por Walt Disney Studios Motion Pictures.

## Recepción
The Art of Racing in the Rain recibió reseñas variadas por parte de la crítica y positivas de la audiencia. En el sitio web especializado Rotten Tomatoes, la película cuenta con una aprobación del 45%, basada en 121 reseñas, con una calificación de 5.3/10 y un consenso crítico que dice: «Sus oberturas que apelan al corazón pueden ser difíciles de resistir para los amantes de los perros, pero The Art of Racing in the Rain es sentimental y artificial», mientras que de parte de la audiencia tiene una aprobación del 93%, basada en 7507 votos, con una calificación de 4.6/5.
El sitio web Metacritic le dio a la película una puntuación de 43 de 100, basada en 31 reseñas, indicando "reseñas mixtas". En CinemaScore recibió una "A-" en una escala de A+ a F, mientras que en el sitio IMDb los usuarios le asignaron una calificación de 7.5/10, sobre la base de 32 193 votos. En la página web FilmAffinity la cinta tiene una calificación de 6.4/10, basada en 1420 votos.